# Tessères de Senectus
Senectus Tesserae
Pour les articles homonymes, voir Senectus.
Les tessères de Senectus (désignation internationale : Senectus Tesserae) sont un ensemble de terrains polygonaux situé sur Vénus dans un quadrangle inconnu. Il a été nommé en référence à Senectus, déesse romaine de la vieillesse.